# Podzámecký mlýn v Červené Řečici
Podzámecký mlýn v Červené Řečici v okrese Pelhřimov je vodní mlýn, který stojí na Řečickém potoce v centru města východně od zámku. Je chráněn jako nemovitá kulturní památka České republiky.

## Historie
Mlýn je zobrazen na I. vojenském mapování (josefské) z let 1764–1768. Roku 1829 je v něm uveden mlynář František Berka.
Provoz ve mlýně skončil před rokem 1930. Po roce 1968 byly postupně zbořeny hospodářské budovy uzavírající čtvercový dvůr.

## Popis
Předměstský patrový dům, na který navazuje přízemní hospodářská část, je zastřešen mansardovou střechou. Klasicistní fasáda členěná lizénami ukrývá starší barokní fasádu.